# The NeverEnding Story
The NeverEnding Story (en España, La historia interminable; en Hispanoamérica, La historia sin fin; en Alemania, Die unendliche Geschichte) es una película estrenada el 6 de abril de 1984, coproducción entre Alemania Occidental y los Estados Unidos del género fantástico. Dirigida por Wolfgang Petersen, y guion basado en la novela homónima de Michael Ende, está protagonizada por Noah Hathaway y Barret Oliver.
En el momento de su estreno, fue la película más costosa producida fuera de los Estados Unidos o la Unión Soviética. Esta película fue la primera de la serie The NeverEnding Story. Esta adapta solo la primera mitad del libro original y, en consecuencia, no transmite el mensaje del título tal y como se describe en la novela. La segunda mitad del libro se utilizó posteriormente como base aproximada para la segunda película, The NeverEnding Story II: The Next Chapter (1990). La tercera película, The NeverEnding Story III: Escape from Fantasia (1994), tiene una trama original que no se basa en el libro.

## Argumento
Bastián Baltasar Bux (Barret Oliver) es un niño de 10 años tímido y gran lector que es víctima de bullying, ya que sufre frecuentemente los abusos de sus compañeros de clase. Un día, huyendo de ellos, se esconde en una tienda de libros. El dueño de la librería, el Sr. Koreander (Thomas Hill), le advierte del peligro de un libro que está leyendo en ese momento llamado The NeverEnding Story (La historia sin fin); sin embargo, Bastián no puede resistirse a la tentación, y aprovecha un despiste del Sr. Koreander para llevárselo, dejándole una nota con la promesa de devolverlo.
Logra entrar en el viejo ático de su escuela, e impacientemente comienza a leer. El libro relata sobre el joven Atreyu (Noah Hathaway), el elegido para salvar a todo el reino de Fantasía de una fuerza destructiva llamada «la Nada» que lentamente va consumiéndolo todo. Bastián nota que no puede dejar de leer la historia y se sumerge por completo en el mundo de Atreyu, con seres fantásticos como enanos, caracoles de carreras y dragones de la fortuna. Cuando todo parece perdido para Fantasía y Atreyu equivocado cree que fracasó en su misión de destruir «la Nada» que todo lo consume, Bastián se da cuenta de que el chico salvador de la aventura en el que puso todas sus esperanzas no es Atreyu el guerrero, sino él mismo.
Para salvar a la Emperatriz Infantil (Tami Stronach), y con ello a Fantasía, finalmente hace aquello que le piden los propios personajes de la historia: gritar el tan demandado nuevo nombre para la emperatriz. Con ello, Bastián se encuentra cara a cara con la princesa. Ella lleva en sus manos una semilla que contiene todo lo que queda de Fantasía y le pide a Bastián que se coloque frente a ella con la semilla en la mano y pida un deseo para un nuevo mundo. Bastián hace lo que le pide la princesa y Fantasía florece de nuevo. Bastián vuela sobre Falkor (Alan Oppenheimer), el dragón de la suerte que se volvió amigo de Atreyu, para ver el reino y sus habitantes restaurados y cuando este le pide su siguiente deseo, Bastián lo dirige al mundo real para asustar a los niños que lo perseguían por la calle muy cerca de la librería del Sr. Koreander. Tras seguirlos volando por un callejón ellos se meten asustados en un contenedor de basura y Bastián y el dragón ríen, mientras el narrador dice "Y Bastián pidió muchísimos más deseos y tuvo otras más aventuras maravillosas antes de regresar al mundo rutinario de cada día, pero eso es otra historia".

## Reparto
Artículo principal: Anexo:Personajes de La historia interminable
- Barret Oliver - Bastián Bux
- Noah Hathaway - Atreyu
- Tami Stronach - La Emperatriz Infantil
- Sydney Bromley - Engywook, esposo de Urgl y científico.
- Patricia Hayes - Urgl, esposa de Engywook y sanadora.
- Gerald McRaney - Barney Bux, el padre viudo y workaholic de Bastián.
- Moses Gunn - Cairon, un sirviente de la Emperatriz.
- Alan Oppenheimer - Falkor/G'mork/Comerrocas/narrador (voz) (los últimos tres no aparecen acreditados).
- Thomas Hill - Sr. Carl Koreander, un vendedor de libros un tanto gruñón.
- Deep Roy - Teeny Weeny, un mensajero montado en un caracol de carreras.
- Tilo Prückner - Night Hob, un mensajero montado en un murciélago narcoléptico.
- Darryl Cooksey, Drum Garrett y Nicholas Gilbert como Ethan, Todd y Lucas, los tres bullies que atormentan a Bastián.
- Robert Easton - Morla (voz) (sin acreditar)

## Producción

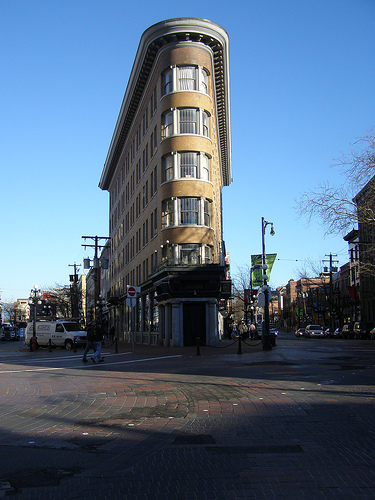
Hotel Europe, el edificio donde se ubica la librería del Sr. Koreander.

La adaptación solo cubrió la primera mitad del libro. La mayor parte de la película se rodó en el escenario 1 de los Bavaria Studios en Múnich, excepto las escenas callejeras y el interior de la escuela en el mundo real, que se rodaron en Vancouver, Canadá (el reloj de vapor de Gastown Vancouver se puede ver en la escena de persecución al final de la película cuando los tres malandrines son perseguidos por Cambie Street pasando el reloj de vapor en la intersección de Water Street y luego por Blood Alley), y la playa donde cae Atreyu, que fue filmado en la playa de Mónsul en San José, Almería, España.

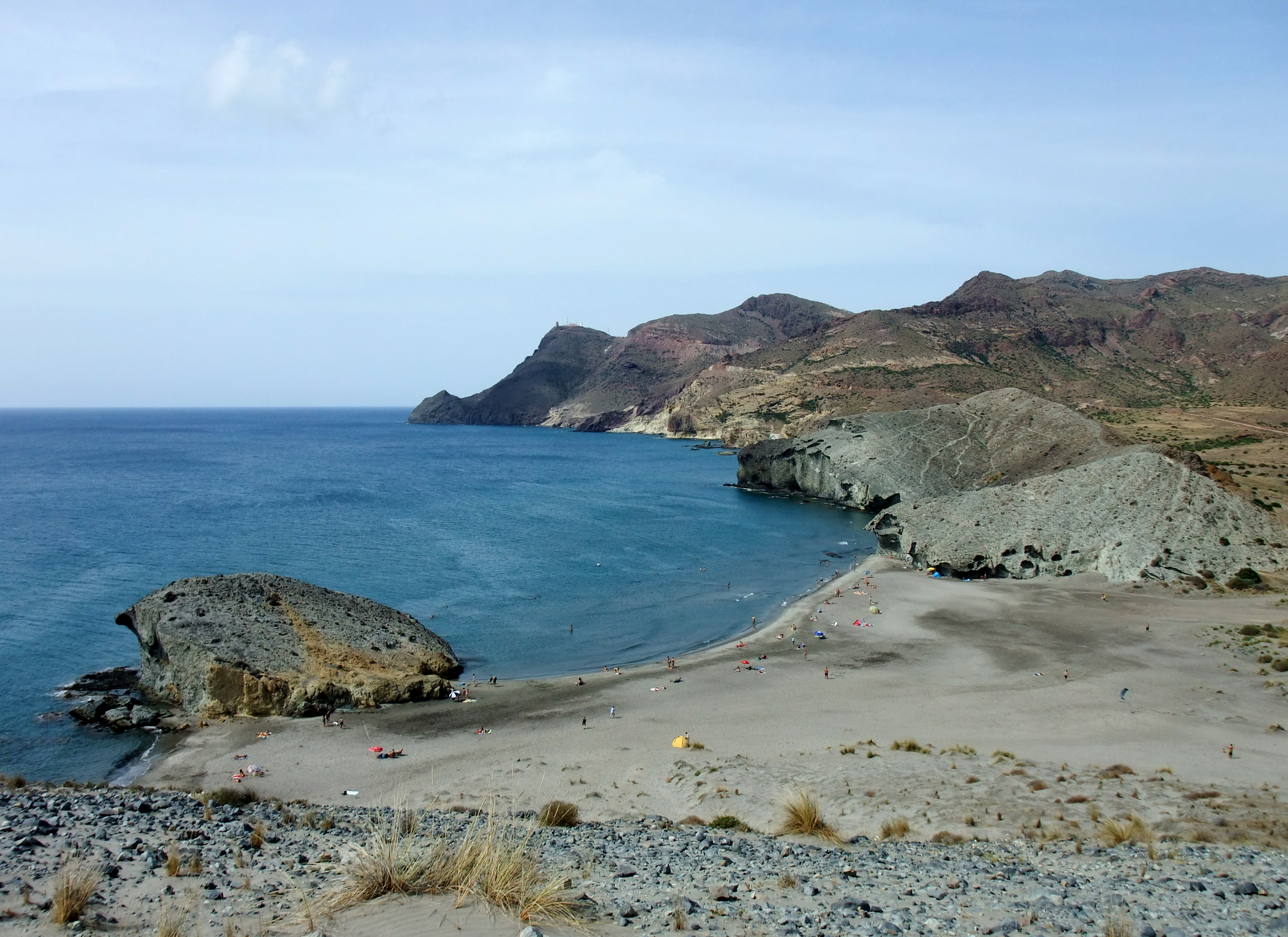
playa de Mónsul, la playa donde cae Atreyu durante la filmación de la película

La película fue la primera en lengua inglesa del director alemán Wolfgang Petersen. Se consumieron alrededor de 265.000 cafés durante el rodaje. El rodaje ocurrió en el verano de 1983. Fue el verano más caluroso en 25 años en Alemania. Tal fue el calor que parte del escenario se derritió, por lo que tuvieron que reemplazar esa parte.

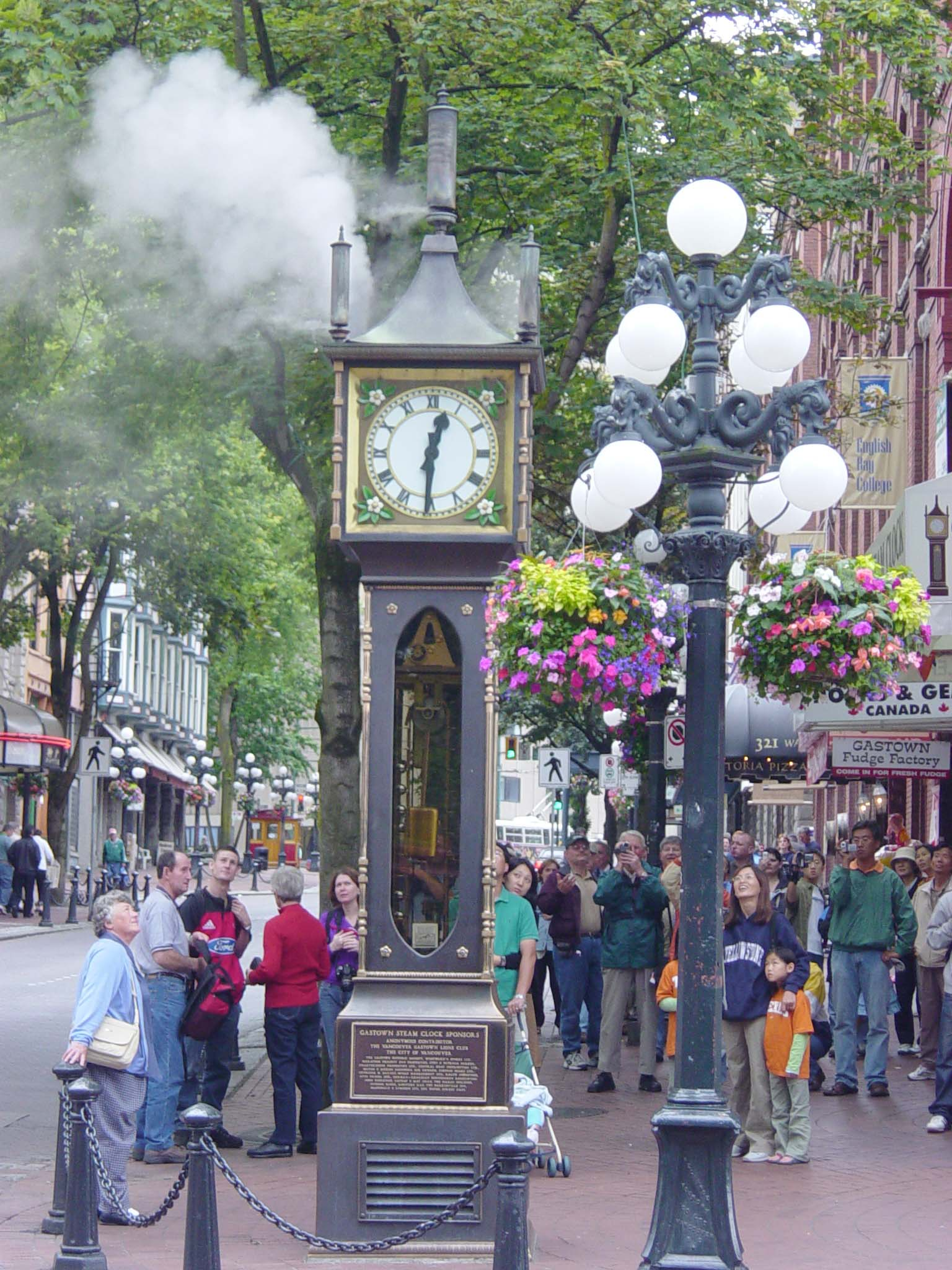
Reloj de vapor, es un reloj total o parcialmente movido por un motor de vapor. Es el camino donde Bastian es perseguido por los matones.

Sin duda, uno de los aspectos más impactantes de la película son los efectos especiales, que en 1984 todavía se realizaban sin la ayuda de ordenadores. Todas las figuras tuvieron que ser diseñadas y elaboradas de verdad. Primero se realizaban pequeñas figuras de barro como maqueta que luego se construían en tamaño real con yeso. Las figuras de yeso servían como molde para la gomaespuma que ocultaba la mecánica del interior de los personajes. Para hacerse una idea de la complejidad de dichas figuras, eran necesarios 15 titiriteros para manejar a un único personaje. Algunos de estos muñecos animatrónicos todavía se encuentran en la ciudad del cine de Baviera; de hecho una de las atracciones más populares es el paseo es la figura original del dragón de la fortuna de esta película.

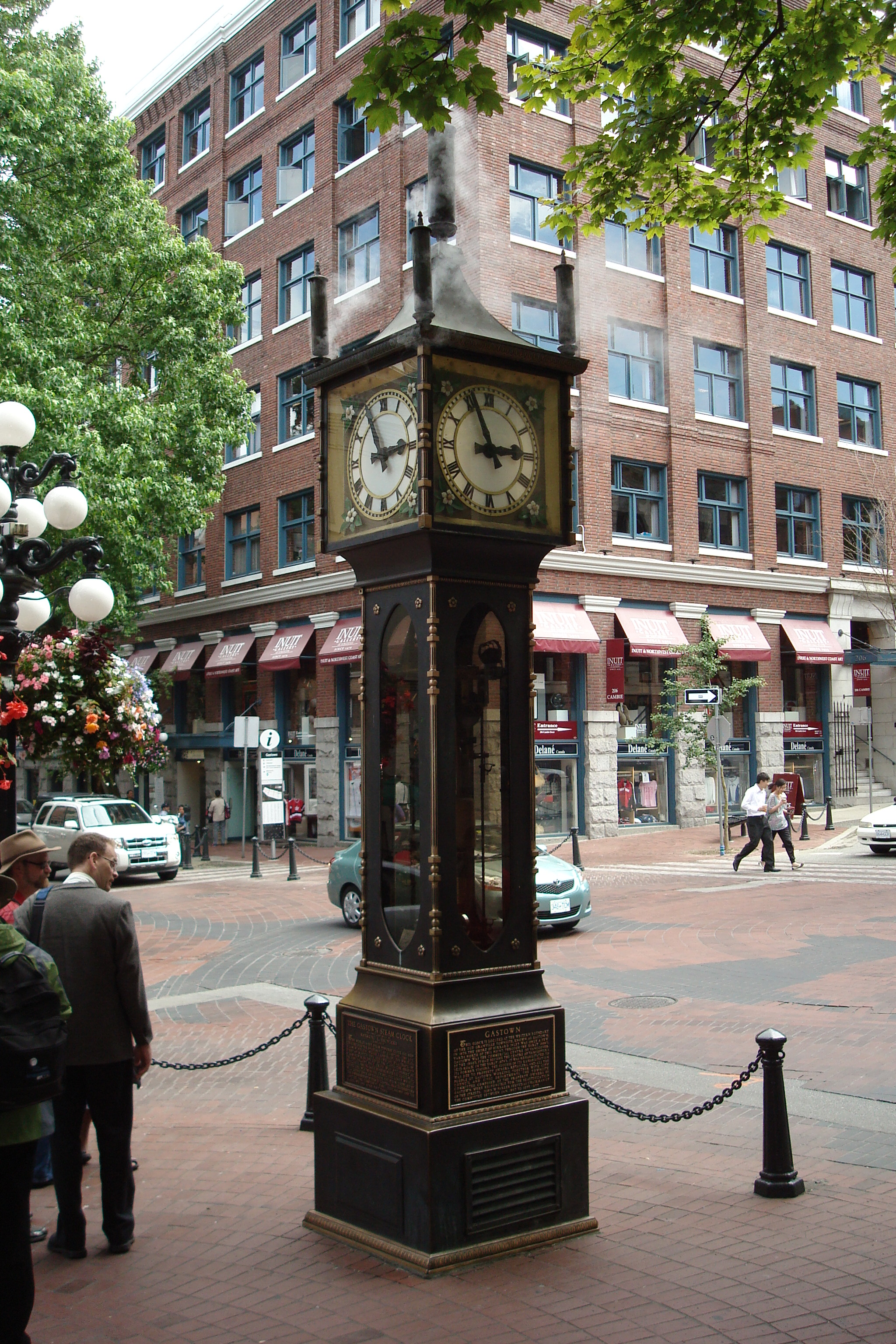
Water Street, la calle donde Bastian es perseguido por los matones durante la película.

## Banda sonora
La banda sonora de The NeverEnding Story fue compuesta por Klaus Doldinger del grupo alemán Passport de jazz. El tema principal de la versión en inglés de la película fue compuesto por Giorgio Moroder con letra de Keith Forsey e interpretado por Christopher "Limahl" Hamill, que fue el cantante principal de Kajagoogoo, y Beth Anderson. Lanzado como sencillo en 1984, alcanzó el puesto número 4 en el ranking de sencillos del Reino Unido, el número 6 en la lista Billboard Adult Contemporary de Estados Unidos y el número 17 en el Billboard Hot 100. La canción ha sido interpretada por Armonite, The Birthday Massacre, Creamy, Dragonland, Kenji Haga y New Found Glory. Otros covers un poco más recientes fueron hechos por el grupo noruego Echo Image de synth pop en su maxisencillo Skulk de 2001 y el grupo alemán Scooter de techno en su álbum Jumping All Over the World de 2007. Esta canción de Limahl, junto con otros tratamientos "tecno-pop" de la banda sonora, no está presente en la versión alemana de la película, que presenta exclusivamente las composiciones orquestales de Doldinger.
En 1994, el grupo de música Club House de italo house lanzó la canción "Nowhere Land", incluyendo a Carl, que combina la melodía de la canción "Bastián's Happy Flight" con letras originales.
Se lanzó un álbum de banda sonora oficial con las composiciones de Doldinger y la melodía del tema de Moroder (Moroder también volvió a grabar la música de varias escenas para la versión distribuida fuera de Alemania). La lista de pistas (Doldinger es responsable de todo, desde la pista 6 en adelante) es la siguiente:
| The NeverEnding Story (Original Motion Picture Soundtrack) |                                 |          |  |
| N.º                                                        | Título                          | Duración |  |
| 1.                                                         | «The NeverEnding Story»         | 3:31     |  |
| 2.                                                         | «Swamps of Sadness»             | 1:57     |  |
| 3.                                                         | «Ivory Tower»                   | 3:10     |  |
| 4.                                                         | «Ruined Landscape»              | 3:03     |  |
| 5.                                                         | «Sleepy Dragon»                 | 3:59     |  |
| 6.                                                         | «Bastian's Happy Flight»        | 3:16     |  |
| 7.                                                         | «Fantasia»                      | 0:56     |  |
| 8.                                                         | «Atreju's Quest»                | 2:52     |  |
| 9.                                                         | «Theme of Sadness»              | 2:43     |  |
| 10.                                                        | «Atreyu Meets Falkor»           | 2:31     |  |
| 11.                                                        | «Mirror Gate – Southern Oracle» | 3:10     |  |
| 12.                                                        | «Gmork»                         | 0:29     |  |
| 13.                                                        | «Moon Child»                    | 1:24     |  |
| 14.                                                        | «AURYN»                         | 2:20     |  |
| 15.                                                        | «Happy Flight»                  | 1:21     |  |

En Alemania, se distribuyó un álbum que incluía las composiciones de Doldinger.

| Die Unendliche Geschichte — Das Album |                                                                                              |          |  |
| N.º                                   | Título                                                                                       | Duración |  |
| 1.                                    | «Flug auf dem Glücksdrachen (Vuelo del dragón de la suerte)»                                 | 3:12     |  |
| 2.                                    | «Die Unendliche Geschichte (Titelmusik) (La historia interminable (tema musical))»           | 2:44     |  |
| 3.                                    | «Im Haulewald (En el bosque de los aullidos)»                                                | 3:01     |  |
| 4.                                    | «Der Elfenbeinturm (La torre de marfil)»                                                     | 1:54     |  |
| 5.                                    | «Atréjus Berufung – AURYN Thema (La encomienda de Atreyu - Tema del AURYN)»                  | 2:47     |  |
| 6.                                    | «Phantásien (Fantasía)»                                                                      | 0:52     |  |
| 7.                                    | «Artax's Tod (La muerte de Artax)»                                                           | 1:13     |  |
| 8.                                    | «Die Sümpfe der Traurigkeit (Los pantanos de la tristeza)»                                   | 2:39     |  |
| 9.                                    | «Atréju's Flug (El vuelo de Atreyu)»                                                         | 2:27     |  |
| 10.                                   | «Die uralte Morla (La antigua Morla)»                                                        | 2:27     |  |
| 11.                                   | «Das südliche Orakel (El Oráculo del Sur)»                                                   | 3:19     |  |
| 12.                                   | «Die drei magischen Tore (Las tres puertas mágicas)»                                         | 3:25     |  |
| 13.                                   | «Spukstadt (Pueblo embrujado)»                                                               | 1:37     |  |
| 14.                                   | «Flug zum Elfenbeinturm (Vuelo a la Torre de Marfil)»                                        | 3:02     |  |
| 15.                                   | «Mondenkind (Hija de la luna)»                                                               | 1:19     |  |
| 16.                                   | «Die kindliche Kaiserin (La emperatriz niña)»                                                | 2:16     |  |
| 17.                                   | «Flug auf dem Glücksdrachen (Schlußtitel) (Vuelo del dragón de la suerte (títulos finales))» | 1:19     |  |

## Candidaturas
Young Artist Awards 1984
- Candidata en la categoría «mejor película dramática»
- Candidato en la categoría «mejor actor o actriz juvenil en una película, musical, comedia, aventura o drama» para Noah Hathaway
- Candidato en la categoría «mejor actor o actriz juvenil en una película, musical, comedia, aventura o drama» para Barret Oliver
- Candidata en la categoría «mejor actor o actriz juvenil secundario en una película, musical, comedia, aventura o drama» para Tami Stronach
- Candidata en la categoría «mejor película fantástica».
- Candidata en la categoría «mejor música» para Giorgio Moroder y Klaus Doldinger.

## Diferencias con el libro
- La película inicia en la casa de Bastián, junto a su padre, conversando sobre la vida que deben sobrellevar tras la muerte de la madre de Bastián; luego ocurre la persecución por las calles y la entrada de Bastián a la librería del señor Koreander. En el libro, la historia comienza directamente en la librería del señor Koreander.
- En la película, Bastián se lleva el libro de la Historia Interminable, pero deja una nota al señor Koreander prometiendo devolvérselo. En el libro, Bastián simplemente toma el libro y se marcha de la librería (sin embargo, al final, Bastián regresa a la librería para decirle a Koreander que no puede devolverle el libro porque desapareció cuando regresó al mundo humano).
- En la película no aparece Blubb el fuego fatuo, quien en la novela menciona la desaparición del lago por la acción de la Nada. De este hecho da cuenta Comerrocas en la película.
- El término del libro «silfos nocturnos» es sustituido en la película por «duendes nocturnos».
- En la película, Cairon tiene aspecto de figura humana, mientras que en el libro es descrito como un centauro negro.
- En la película, Atreyu tiene una apariencia completamente humana; en el libro su piel es de color verde oliva y tiene el cabello azulado.
- En la película, Atreyu va a la Torre de Marfil para recibir a ÁURYN de manos de Cairon y la misión de buscar una cura para la Emperatriz; en el libro, Cairon debe ir hasta la lejana región del Mar de Hierba para encontrar a Atreyu.
- El caballo Ártax de la película es grande y blanco, mientras que el Ártax del libro es moteado, pequeño y, además, puede hablar.
- Para la película no se tomó en cuenta la escena del libro donde Atreyu se encuentra con los troles de la corteza, quienes le enseñan la Nada que destruye a Fantasía.
- La tortuga Morla de la película no conocía la respuesta que buscaba Atreyu (darle un nombre nuevo a la Emperatriz); la Morla del libro sí lo sabe y se lo dice a Atreyu, pero no quién podría hacer esa tarea.
- Ambos el Ártax de la película y el Ártax del libro mueren, pero el segundo, al tener la facultad de hablar, mantiene una dramática conversación con Atreyu, antes de sucumbir al Pantano de la Tristeza.
- En la película, Falkor, el dragón de la suerte, aparece repentinamente por los cielos para rescatar a Atreyu del Pantano de la Tristeza; en el libro, Atreyu encuentra al dragón Fújur más tarde, atrapado en una telaraña hecha por Ygrámul el Múltiple, especie de araña tenebrosa, personaje que no aparece en la película.
- En la película, Bastián grita al ver a Morla, la tortuga anciana; en el libro su grito se escucha al ver el horrible rostro de Ygrámul.
- En la película, Gmork perdió el rastro de Atreyu en el Pantano de la Tristeza; en el libro, lo perdió en el Abismo Profundo.
- En el libro, el Oráculo del Sur es una voz que se comunica a través de rimas, mientras que en la película es representado por un par de esfinges de color azul.
- El libro describe una batalla entre los llamados Cuatro Gigantes de los Vientos, que no fue tomada en cuenta para la película.
- En la película, Gmork ataca a Atreyu, pero éste se defiende y lo mata clavándole una estaca en el pecho; en el libro, Gmork muere súbitamente mientras habla con Atreyu, pero luego, inesperadamente, le muerde una pierna y ambos quedan inmóviles en el suelo, hasta que Atreyu es rescatado por Fújur.
- En el libro, la Emperatriz emprende la búsqueda del Viejo de la Montaña Errante para que Bastián pueda entender su rol dentro de la historia: ayudarla dándole un nuevo nombre y salvar a Fantasía, mientras que en la película, cuando la Emperatriz y Atreyu conversan, se refieren múltiples veces a que Bastián es el elegido para salvar a Fantasía y termina haciendo caso gracias a súplicas de la Emperatriz.
- En la película aparece Fújur en el mundo humano transportando a Bastián para vengarse de los niños abusones, mientras que el libro nunca menciona que el dragón de la suerte haya salido de Fantasía.
- El libro describe el reencuentro de Bastián con su padre y su posterior reconciliación, ya que se menciona al principio que éste era distante y frío con su hijo. En la película no se incluyó este reencuentro final.

## Recepción
La película tuvo gran éxito, mientras que la novela homónima de Michael Ende ganó aún más popularidad entre el público juvenil.
Fue galardonada con el premio Goldene Leinwand de 1984, el Premio Saturno de 1985 al mejor actor juvenil Noah Hathaway, el premio Bayerischer Filmpreis de 1985 y el premio Deutscher Filmpreis del mismo año. Se han llevado a cabo dos secuelas, formando así una trilogía.
La película tiene una puntuación de Rotten Tomatoes del 80% según las reseñas de 40 críticos. El consenso crítico del sitio indica: "Un viaje mágico sobre el poder de la imaginación de un niño para salvar una tierra de fantasía agonizante, The NeverEnding Story sigue siendo una aventura infantil muy querida". Metacritic otorga a la película una puntuación de 46/100 según las reseñas de 10 críticos.
El crítico de cine Roger Ebert en Chicago Sun-Times le dio una calificación de tres de cuatro estrellas y elogió sus efectos visuales, diciendo que "se ha creado un mundo completamente nuevo" gracias a ellos, un comentario del que se hizo eco la revista Variety. El coanfitrión de Ebert, Gene Siskel, dijo en cambio que los efectos especiales y la dirección artística de la película tenían un aspecto baratos y que Falkor el dragón de la suerte se parecía al tipo de peluche que ganarías en una feria campirana y desecharías una vez que te marchas. También se refirió a Noah Hathaway como un "aburrido" en su desempeño y dijo que la película era "demasiado larga", incluso después de que Ebert señaló que la película sólo duraba 90 minutos. Joshua Tyler de CinemaBlend se refirió a ella como "Una de las pocas verdaderas obras maestras de la fantasía".
Vincent Canby denostó la película como una "fantasía para niños sin gracia y sin sentido" en una reseña de 1984 para The New York Times. La crítica de Canby acusó que partes de la película "sonaban como 'La guía del existencialismo para preadolescentes'". También criticó los efectos especiales "de mal gusto" y que la construcción del dragón parecía "una alfombra de baño poco práctica".
Colin Greenland reseñó The NeverEnding Story para la revista Imagine y afirmó que "quizás la heroica búsqueda del joven Atreyu para salvar la tierra de Fantasia de la Nada que todo lo consume podría haber sido más convincente si no hubiera sido editada tan torpemente".

## En la cultura popular
- Durante el episodio "New Kid on the Block" de la serie animada The Simpsons, el abogado Lionel Hutz afirma haber presentado una demanda contra la película por supuesta publicidad fraudulenta.[16]
- La banda Atreyu de metalcore tomó su nombre del personaje homónimo de la película.
- La banda Nasty de hardcore beatdown tiene una canción llamada "Fantasia" en su álbum Shokka dedicada a esta película.

Los grupos musicales españoles Vetusta Morla y Auryn toman sus nombres en referencia a la novela/película.
- El álbum The Nothing de la banda Korn fue nombrado directamente en referencia a Nothing (la Nada) en la película. El líder de Korn, Jonathan Davis, eligió el título porque todavía estaba luchando con la muerte de su esposa Deven Davis. Jonathan había dicho: "Estaba luchando con lo que me persigue, eso siempre me está volviendo loco. Traté de darle un nombre y simplemente encajaba".[17]
- En 2019, el tema musical principal de la película se incorporó al episodio final de la tercera temporada de la serie thriller de ciencia ficción Stranger Things, cuyos acontecimientos tienen lugar durante 1985, lo que fortalece su estatus como un elemento básico de la cultura pop de la década 1980.[18] Después de que se emitió ese episodio, los streamings pagos por Internet de sus temas musicales originales pasaron de ser 300.000 a 1,5 millones de descargas al mes.[19]

## Posible remake
En 2009, Warner Bros., The Kennedy/Marshall Company y Appian Way Productions de Leonardo DiCaprio estaban en las primeras etapas de la creación de otra adaptación de la novela de Ende. Tenían la intención de "examinar los detalles más matizados del libro" en lugar de rehacer la película original de Petersen. En 2011, la productora Kathleen Kennedy dijo que los inconvenientes para asegurar los derechos sobre la historia pueden significar que una segunda adaptación "no está destinada a existir".
En septiembre de 2022, surgió una guerra de ofertas por los derechos cinematográficos y televisivos sobre The NeverEnding Story entre los estudios y los streamers.